# Коледичи

Племя на карте

Коледичи (в Бертинских анналах — Colodici, в письмах Оттона II — Coledizi, Cholidici и Colidiki, у Титмара Мерзебургского — Colidici) — средневековое серболужицкое племя, которое населяло бассейн реки Зале, притока Лабы.
Их соседями были другие славянские племена: худичи, нелетичи, нудичи, жирмунты, житичи.
Бертинские анналы сообщают, что в 839 году коледичи были захвачены саксами, которые взяли их главный город — Кезигесбург (современный город Кёзиц на реке Фуне) и ещё 11 крепостей. В сражениях погиб князь коледичей Цимысл, но на вече был избран новый правитель.
В X веке все эти племена попали под германское влияние и, в конце концов, вечно беспокойный регион был присоединён к германским землям.